# Johann Heinrich Volkmann (Theologe)
Johann Heinrich Volkmann (* 9. Oktober 1804 in Bremen; † 28. März 1865 in Bremen) war ein Bremer Theologe und 38 Jahre Lehrer an der Bremer Gelehrtenschule.

## Biografie
Volkmann war der vierte Sohn des Ende des 18. Jahrhunderts aus Waschhorst/Unterlübbe bei Minden zugewanderten Branntweinbrenners Johann Hermann Volkmann (1766–1827) und seiner Frau Anna Magdalena Elisabeth, geb. Behrens (1777–1846). Sein jüngerer Bruder Daniel Georg Volkmann (1812–1892) war Bremer Privatbankier und Mitglied der Bremischen Bürgerschaft. 
Nach dem Besuch der Bremer Gelehrtenschule besuchte Volkmann ab 1824 die Universität Heidelberg und die Universität Göttingen. Sein theologisches Examen legte er 1827 ab und trat als Lehrer in den Fächern Deutsch, Latein, Griechisch und Hebräisch in den Dienst der Bremer Latein- bzw. Gelehrtenschule, die seit 1857 Altes Gymnasium (Bremen) genannt wurde.

### Politik
Von 1854 bis 1865 war Volkmann Mitglied der  Bremischen Bürgerschaft als Vertreter der 1. Klasse (Akademiker). Er arbeitete seit 1858 in der Kommission für die Wahl neuer Lehrkräfte mit und kümmerte sich besonders um die schulische Entwicklung Bremens.

### Familie
1837 heiratete er Amalie Meier (1813–1842), das älteste von neun Kindern des Bremer Bürgermeisters Diederich Meier und seiner Frau Anna Gebekka, geb. v. Gröning (1786–1860), Tochter des Bremer Bürgermeisters Georg Gröning. 
Hatte Volkmann durch die Familien seiner Schwiegereltern nun seine Bindungen an die Ratsgeschlechter und großen Handelsfamilien, wurde diese Bande durch die Hochzeiten der Geschwister seiner Frau noch verstärkt. Zwei Schwestern heirateten in die Familien Kulenkampff, ein Bruder und eine Schwester in die Familie Lahusen, eine Schwester einen Stoevesandt und ein Bruder eine von Post. 
Seine vier Söhne waren der Rektor von Schulpforta, Diederich Volkmann (1838–1903), der Kaufmann und Amerikanischer Konsul in Odessa Johann Hermann Volkmann (1840–1896), der Teilhaber und Aufsichtsratsvorsitzende der Norddeutschen Wollkämmerei & Kammgarnspinnerei (Nordwolle) in Delmenhorst Johann Heinrich Volkmann (Kaufmann) (1842–1916) und der Bremer Pastor Gustav Volkmann (1842–1917).
| Personendaten    | Personendaten                       |
| ---------------- | ----------------------------------- |
| NAME             | Volkmann, Johann Heinrich           |
| KURZBESCHREIBUNG | Bremer Theologe und Politiker, MdBB |
| GEBURTSDATUM     | 9. Oktober 1804                     |
| GEBURTSORT       | Bremen                              |
| STERBEDATUM      | 28. März 1865                       |
| STERBEORT        | Bremen                              |